# معبد كلابشة

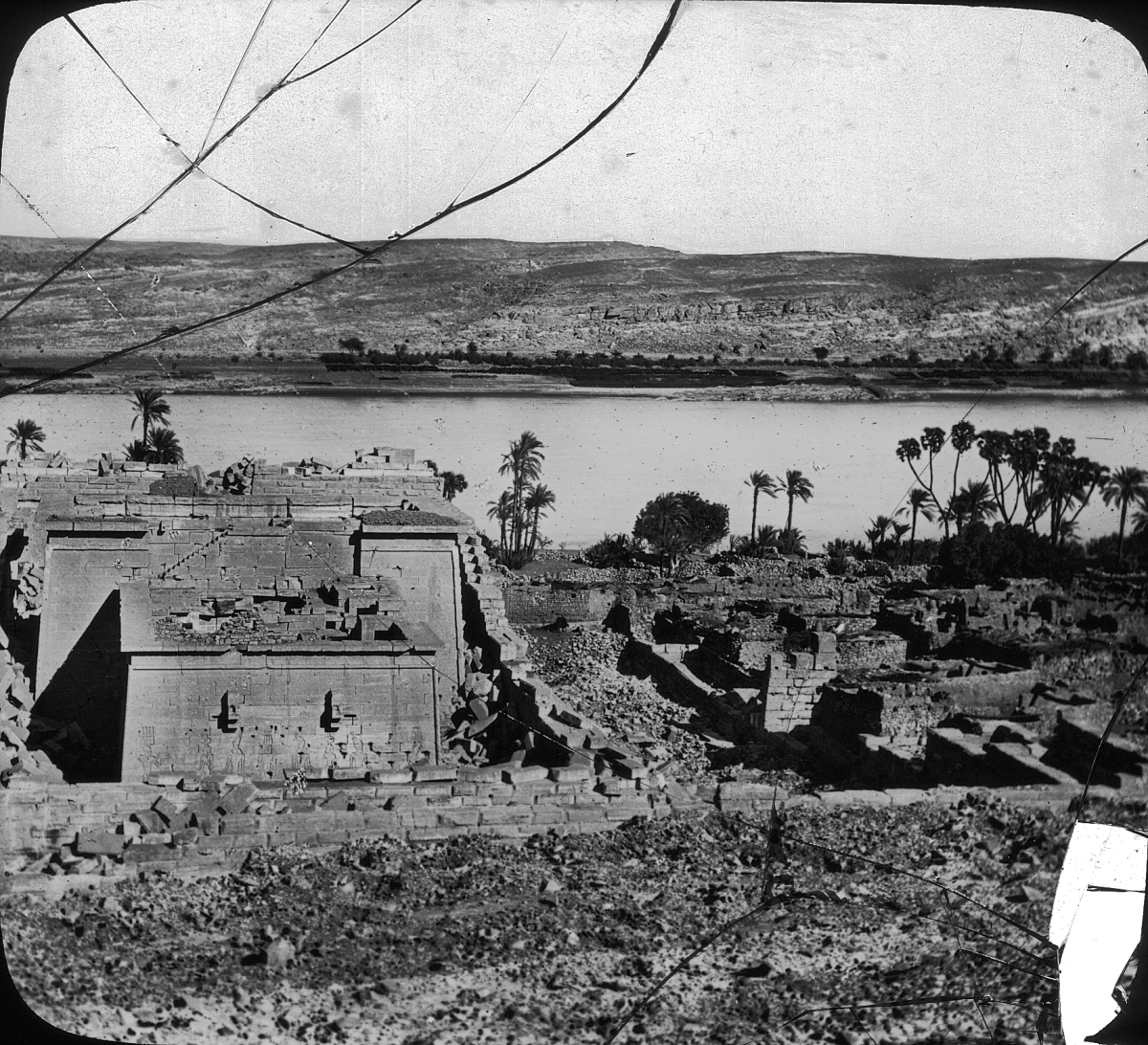
معبد كلابشة في النوبة. الصورة من مجموعات متحف بروكلين

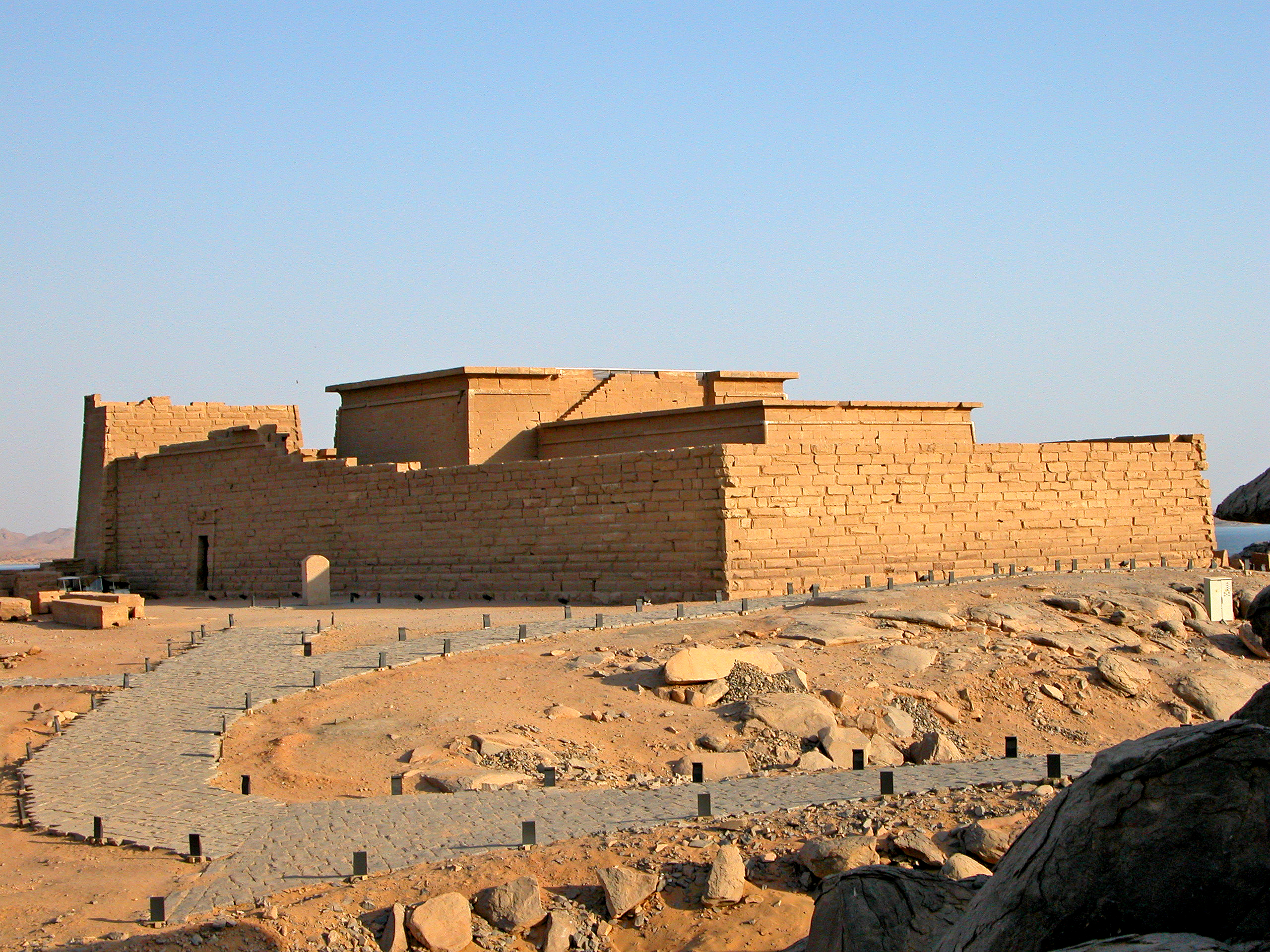
معبد كلابشة

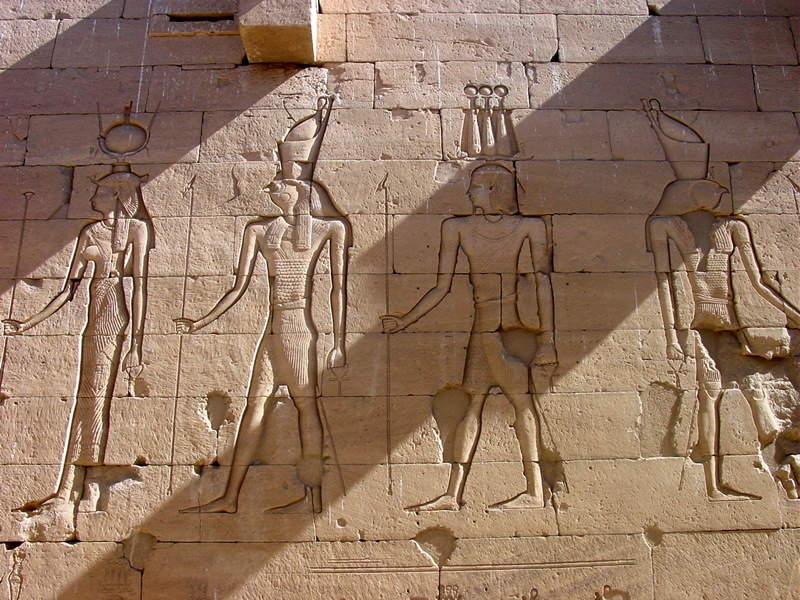
حائط منحوت من معبد كلابشة

معبد كلابشة المعروف أيضاً بمعبد ماندوليس هو معبد مصري قديم موقعه الأصلى باب الكلابشة حوالى 50 كم جنوب أسوان.  المعبد كان يقع على الضفة الغربية للنيل وتم بنائه حوالى عام 30 قبل الميلاد خلال الحكم الرومانى لمصر. و هو معبد لعبادة الآلهة ماندوليس إله الشمس عند النوبيين. و تم إنشاؤه على أطلال معبد آخر للملك أمنحوتب الثالث و تم بناؤه في عهد الإمبراطور أغسطس لكن لم يتم الانتهاء منه. تبلغ أبعاد المعبد 76 متر طولاً و 22 متر عرضاً. و على الرغم من أن المعبد أنشئ في العصر الرومانى إلا أنه يحتوى على رسوم للإله حورس على الحائط الداخلى للمعبد. و يحتوى المعبد على درج يؤدى للسطح الذي يطل على منظر مفتوح للمعبد والبحيرة المقدسة. توجد العديد من السجلات التاريخية على جدران المعبد منها أوامر القائد الرومانى أورليوس بيساريون عام 250 ميلادية والتي يمنع فيها دخول الخنازير للمعبد وكذلك كتابات للملك النوبى سيلكو والتي يسجل فيها انتصاراته على بلميس ويمثل نفسه كجندى رومانى على ظهر فرس  و سيلكو كان ملك نوبى مسيحى لمملكة نوباتيا.

## الإستخدامات اللاحقة للمعبد وعملية النقل
عندما قدمت المسيحية لمصر تم استخدام المعبد ككنيسة.
بدعم من الحكومة الألمانية تم نقل معبد كلابشة لحمايته من غمره بالمياه بعد إنشاء السد العالى. الموقع الجديد للمعبد يقع جنوب السد مباشرة وقد استغرقت عملية النقل عامين. و هو ثانى أكبر معبد من آثار النوبة (بعد أبو سمبل) يتم نقله. و بالرغم من أن المعبد غير مكتمل البناء إلا أنه يعد من أفضل النماذج المعمارية لعمارة المصريين في النوبة. 

## صور

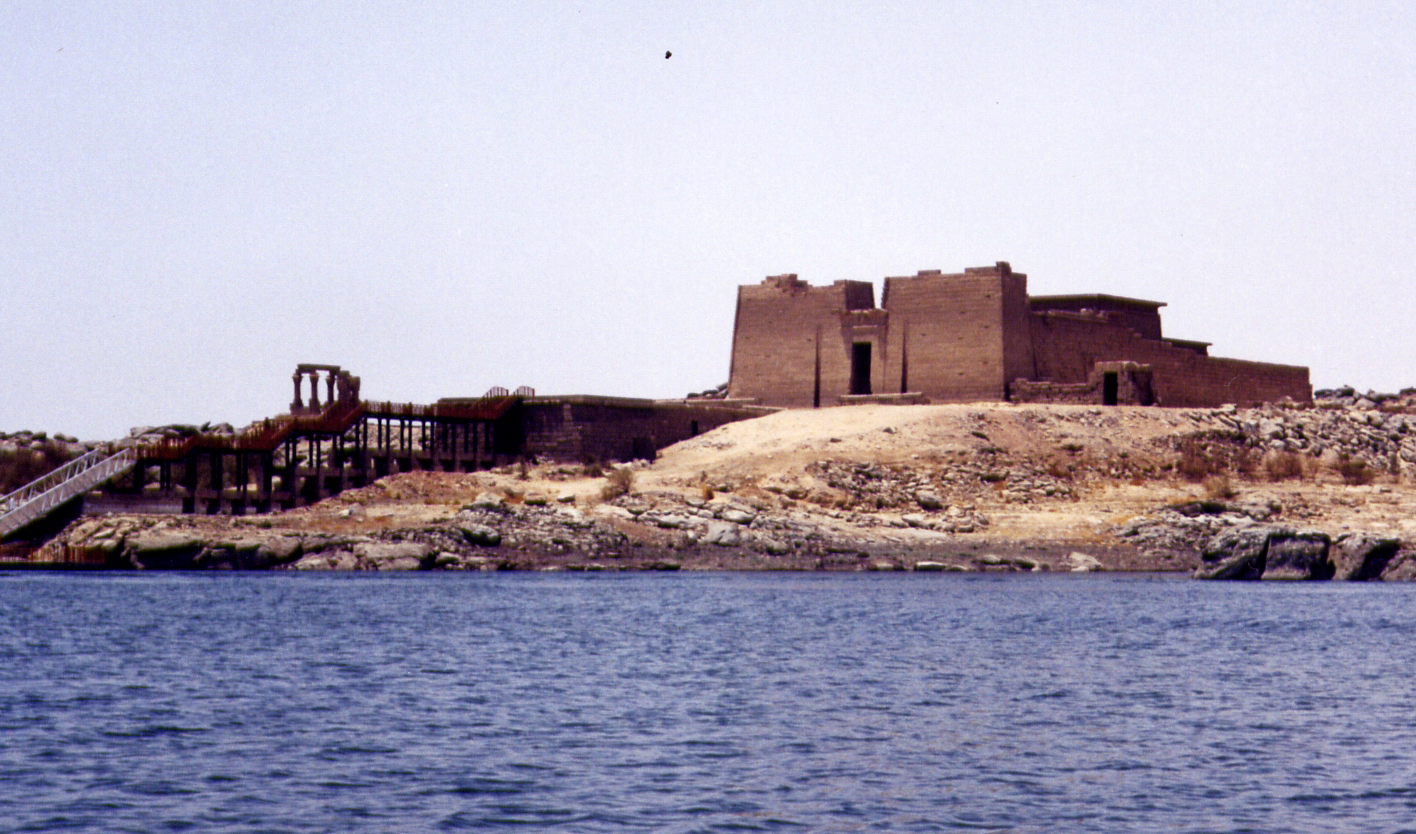
معبد كلابشة
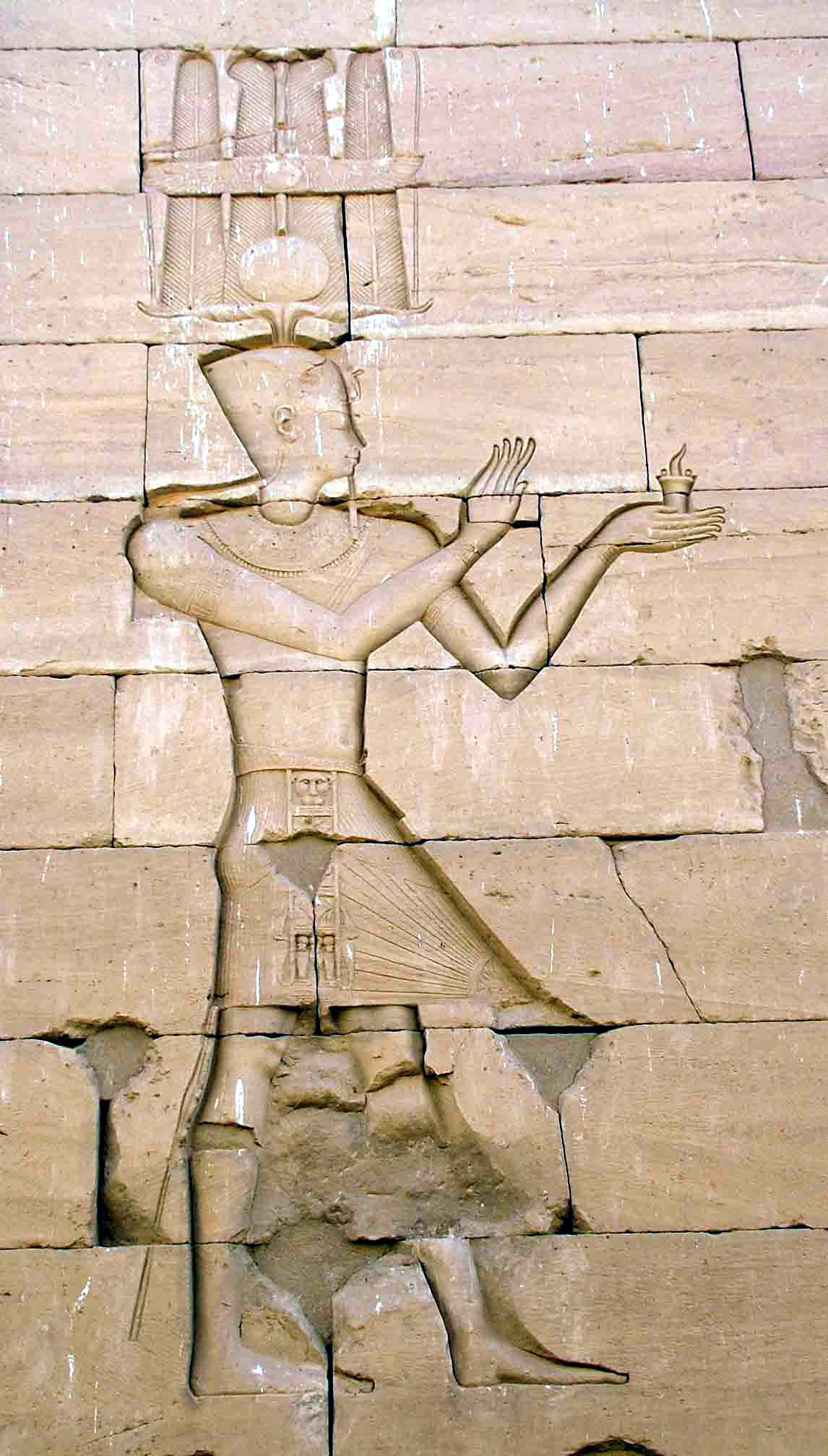
حائط منحوت من معبد كلابشة
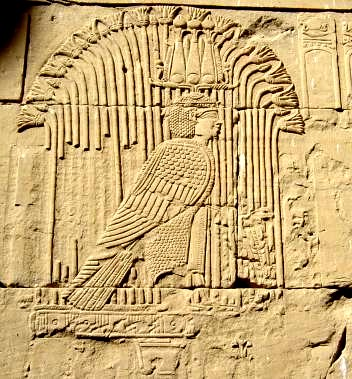
حائط منحوت من معبد كلابشة